# Tarentola neglecta
Tarentola neglecta är en ödleart som beskrevs av  Strauch 1895. Tarentola neglecta ingår i släktet Tarentola och familjen geckoödlor.
Denna ödla förekommer i Algeriet och Tunisien. Den lever i oaser, i flodbädd som tidvis torkar ut och i buskskogar. Kring dessa platser finns öken. Exemplaren besöker ibland övergivna byggnader. Honor lägger ägg.
Personer som plockar trä i buskskogar kan vara störande. Hela populationen bedöms som stabil. IUCN kategoriserar arten globalt som livskraftig.

## Underarter
Arten delas in i följande underarter:
- T. n. geyri
- T. n. neglecta